# 俱解脫
俱解脫，佛教術語，阿羅漢有兩種：俱解脫及慧解脫，同樣都是透過佛法中解脫道的修行得證生死解脫的阿羅漢果證，皆可證有餘涅槃界、捨報後入無餘涅槃界，不受後有。
所不同的是，慧解脫的阿羅漢，並沒有四禪八定的修證，但同樣滅盡世間一切種種有漏法而無有餘，只是未具足證得八解脫的身證；而俱解脫的阿羅漢則有加修四禪八定，同樣也是已經得滅盡世間一切種種有漏法而無有餘。但更進一步於具足證得八解脫的身證。。
阿羅漢比丘，除成就慧觀之外，同時成就八解脫，稱俱解脫。